# بخش لتور-دو-پن
بخش لتور-دو-پن (به فرانسوی: Arrondissement de La Tour-du-Pin) یک بخش در فرانسه است که در ایزر واقع شده‌است.